# Manfred Boden
Manfred Boden (* 6. März 1938 in Berlin) ist ein deutscher gelernter Buchdrucker, der in der DDR als Schriftsteller für Erwachsene und Kinder und als Lehrer tätig war.

## Leben
Manfred Boden wurde 1938 in Berlin als Sohn eines kaufmännischen Angestellten und einer Produktionsarbeiterin geboren. 1944 wurde die Familie aus dem von schweren Luftangriffen betroffenen Berlin in die Oberlausitz evakuiert und blieb dort nach Kriegsende. In Großröhrsdorf besuchte Manfred Boden die Grundschule, anschließend in Kamenz die Oberschule. Er führte ein Tagebuch, so war „Schreiben“ für ihn eine rein persönliche Angelegenheit und nicht auf Publikum ausgerichtet. Er absolvierte eine Buchdruckerlehre in Bischofswerda und Dresden und übte den Beruf in den westdeutschen Städten Karlsruhe und Rothenburg ob der Tauber aus, bevor er nach zwei Jahren in die DDR zurückkehrte, um in Radeberg seinem Handwerk nachzugehen.
Boden unternahm Reisen und engagierte sich im Freien Deutschen Gewerkschaftsbund (FDGB). In seiner Funktion als Vorsitzender des FDGB-Bezirksvorstandes Dresden vertrat er in der 2. Wahlperiode 1954 bis 1958 den FDGB in der Länderkammer der DDR als Beisitzer. Er wurde zum Lehrerstudium nach Erfurt ans Pädagogische Institut delegiert, wo er 1965 die Befähigung erwarb, als Oberstufenlehrer Mathematik und Grundlagenfächer der sozialistischen Produktion zu unterrichten. Es folgte von 1965 bis 1970 eine Anstellung in Großenstein (Landkreis Gera). Gleichzeitig betätigte er sich publizistisch, wobei er Berichte, Reportagen, Skizzen, Interviews, Porträts und Kurzgeschichten in Zeitungen und Zeitschriften unterbringen konnte. Ein Romanmanuskript, das er als misslungen bezeichnete, genügte für die Zusage eines Studienplatzes am Institut für Literatur „Johannes R. Becher“ Leipzig. Das Studium dauerte von 1967 bis 1970 und beinhaltete Praktika in der Arbeitswelt unter Werktätigen in Nachterstedt und Böhlen. Boden errang 1970 den 2. Preis bei einem vom Verlag Neues Leben ausgeschriebenen Prosa-Wettbewerb. Die Siegertexte flossen in den Band Wie der Kraftfahrer Karli Birnbaum seinen Chef erkannte ein. Im selben Jahr wurde er Lehrer in Berlin mit dem Hauptfach Deutsch. Er schrieb weitere Zeitungs-Kurzgeschichten und Anthologie-Beiträge und legte 1971 bzw. 1974 im Buchverlag Der Morgen jeweils eine längere Erzählung in Buchform vor.

## Stil
Das Lexikon Schriftsteller der DDR von 1974 schreibt: „Boden bezieht seine Stoffe und Themen aus der unmittelbaren sozialistischen Gegenwart. Meist stehen Verhaltensweisen junger Menschen, die sich ihren revolutionären Standpunkt noch erarbeiten und ihre Persönlichkeit formen müssen, im Zentrum; moralisch-ethische Fragestellungen werden bis in individuell-intime Bereiche verfolgt.“ In seinen beiden separat als Buch veröffentlichten Erzählungen gehe es um verwandte Lebensaspekte, einmal um eine Bewährungssituation und einmal um die Möglichkeit eines Neubeginns.

## Werke
- Die Moral der schönen Verkäuferin. In: Dreimal Himmel. Liebesgeschichten aus dem Jugendmagazin „Neues Leben“. Ausgewählt von Roland Wunderlich und Rudi Benzien. Verlag Junge Welt, Berlin, 1970, S. 50–55.
- Anleitung bei Dr. Klepel. In: Literarische Porträts. Herausgegeben von Max Walter Schulz. Mitteldeutscher Verlag, Halle (Saale) 1970, S. 69–83.
- Der Tag vergißt keine Stunde. Erzählung. Buchverlag Der Morgen, Berlin 1971.
- Murath oder Ich sah den Fremden zuerst. In: Wie der Kraftfahrer Karli Birnbaum seinen Chef erkannte. Neue Prosa – Neue Namen, Verlag Neues Leben, Berlin 1971, S. 46–63.
- Die Freudenbotschaft. In: Ehrlich fährt am schnellsten… und was sonst noch passiert. Dreizehn Geschichten. Herausgegeben von Ursula Steinhaußen. Der Kinderbuchverlag, Berlin 1973, S. 113–126.
- Wilder als andere. Erzählung. Buchverlag Der Morgen, Berlin 1974.
- Die nächtliche Reise. In: Die Räuber gehen baden. Gute-Nacht-Geschichten von A bis Z. Illustriert von 52 Grafikern. Herausgegeben von Beate Hanspach und Fred Rodrian. Der Kinderbuchverlag, Berlin 1977, S. 23–25.

## Auszeichnungen
- 1976: Vaterländischer Verdienstorden in Bronze[9]